# Malazgirt
Malazgirt (antiker Name Man(t)zikert, kurdisch Milazgir oder Kelê, von armenisch Manavazgerd) ist eine Stadt und Hauptort des gleichnamigen Landkreises (İlçe) in der ostanatolischen Provinz Muş. Die Stadt liegt am Fluss Murat, 50 km nördlich des Vansees. Von dessen Hochplateau ist sie durch das 4058 m hohe Gebirge des Süphan Dağı getrennt. Malazgirt liegt etwa 127 Straßenkilometer nordöstlich von der Provinzstadt an der Fernstraße D 280, die den Kreis in Ost-West-Richtung durchzieht. Die Stadt erhielt laut Stadtsiegel 1929 den Status einer Gemeinde (Belediye).

## Landkreis
Der Landkreis ist der östlichste der Provinz, der drittgrößte der Provinz (18,4 %) und liegt auch mit seiner Bevölkerung an dritter Stelle (12,3 % der Kreisbevölkerung). Die Bevölkerungsdichte liegt unter dem Provinzwert (von 47,5 Einw. je km²).
Der Kreis grenzt im Westen an den Kreis Bulanik, im Norden und Nordwesten an die Provinz Erzurum, im Osten an die Provinz Ağrı und im Süden an die Provinz Bitlis.
Er besteht neben der Kreisstadt (2020: 40,2 % der Kreisbevölkerung) aus einer weiteren Gemeinde (Belediye): Konakkuran (1624 Einw.), nördlich von Malazgirt. Des Weiteren gibt es im Kreis noch 74 Dörfer (Köy) mit durchschnittlich 386 Bewohnern. Die größten davon sind Gülkoru (1625), Adaksu (1410), Çayırdere (1092), İyikomşu (1075), Hasretpınar (985), Beşçatak (931), Hasanpaşa (806) und Yaramış (888 Einw.). Weitere 17 Dörfer haben mehr Einwohner als der Durchschnitt.

## Geschichte
Die Stadt, die im Jahre 100 auf Griechisch Minouas hieß, war schon im Königreich Armenien ein wichtiger Handelsort. Im Jahr 1071 fand hier die Schlacht von Manzikert statt, in der die Seldschuken unter Alp Arslan das Byzantinische Reich besiegten. Durch den Verrat des Andronikos Dukas wurde eine Panik in Reihen des byzantinischen Heeres ausgelöst und der oströmische Kaiser Romanos IV. Diogenes geriet in Gefangenschaft.
Mit dieser Schlacht begann der langsame Niedergang von Byzanz und die Enthellenisierung Kleinasiens. Die um 1060 vorgedrungenen turkmenischen Seldschuken eroberten in der Folge große Teile Anatoliens; ab 1300 herrschten die ihnen verwandten Osmanen. Im 12. Jahrhundert konnte Byzanz infolge der Kreuzzüge die westlichen Küstenregionen und einen Teil des Kernlandes für einige Jahrzehnte zurückerobern.
Ein großer Teil der mittelalterlichen Stadtmauer aus schwarzem Basalt blieb erhalten. Eine Inschrift über einem der Stadttore stammt vermutlich vom Anfang des 13. Jahrhunderts.

## Politisches
Bei den Kommunalwahlen 2014 wurde Halis Coşkun zum Bürgermeister gewählt. Am 28. November 2016 wurden er und weitere Parteimitglieder verhaftet.

Bei den Kommunalwahlen fünf Jahre später wurde Cengiz Altın (AKP) zum Bürgermeister gewählt (39,75 %), er bekam drei Stimmen mehr als Erdal Çakar (HDP).